# Luis Valenzuela Olivares
Luis Antonio Valenzuela Olivares; (Nancagua, 9 de febrero de 1859 - Santiago, 16 de octubre de 1906). Abogado y político chileno. Hijo de José Antonio Valenzuela Barros y Carlota Olivares. Contrajo matrimonio con Clorinda Díaz.

## Biografía
Nació en el poblado de Nancagua, departamento de San Fernando, provincia de Colchagua. Educado en el Seminario Conciliar (1878) y luego en la Escuela de Leyes de la Universidad de Chile, donde juró como abogado (1880). Se dedicó a la abogacía y la literatura.
Autor de obras como "La adopción ante la ley chilena" y "El manual jurídico del matrimonio civil". En el ámbito literario se dedicó a novelas como "Don Esperidión", "La redención" y "El Adám caído".  También incursionó en un trabajo filosófico, el cual tituló como "El fin del universo". Desde la perspectiva historiográfica, se destacó con obras como "Abdicación de O'Higgins", "Vocación sacerdotal" y "La expiación".  Colaboró en algunos periódicos con algunos artículos donde cabe mencionar "A Balmaceda" y "La Ley", ambos en defensa del régimen de José Manuel Balmaceda.
Miembro del Partido Democrático, fue un gran partidario de la instrucción pública, especialmente de la clase obrera.  Elegido Diputado por Copiapó, Chañaral y Freirina (1891-1894). Participó de la comisión permanente de Gobierno Interior y Reglamento.  Su hogar fue saqueado durante la revolución de 1891 por haber apoyado a Balmaceda, en dicho acto se perdieron varios de sus escritos. Tras su período legislativo, se dedicó a labores de derecho, además de continuar con una prolifera actividad literaria, hasta su fallecimiento a los 47 años de edad (1906).